# UNCAF Women’s Interclub Championship
Die UNCAF Women’s Interclub Championship, (deutsch: Zentralamerikanische-Klubmeisterschaft der Frauen), ist ein seit  2016 jährlich ausgetragener und von der Unión Centroamericana de Fútbol (UNCAF), einer regionalen Unterorganisation der CONCACAF, organisierter Fußball-Vereinswettbewerb für die Frauen-Mannschaften aus den sieben Ländern Mittelamerikas. Teilnahmeberechtigt sind in der Regel die nationalen Meister und der Titelverteidiger des letzten Jahres. Bei der aktuellen Ausgabe des Jahres 2023 wurde dieser durch einen Vertreter aus Puerto Rico ersetzt, da LD Alajuelense sowohl Titelverteidiger als auch aktueller Meister Costa Ricas war.

## Modus
Der Wettbewerb wird in Turnierform an einem vorher festgelegten Austragungsort ausgespielt. Aktuell wird eine Gruppenphase mit 2 Gruppen a 4 Teams mit anschließender Platzierungsrunde in K.-o.-Form gespielt. Danach werden die Platzierungen anhand der Platzierungen in den Gruppen ausgespielt; die Gruppensieger   jeder Gruppe spielen das Finale, die Zweitplatzierten um den dritten Platz, die Drittplatzierten um den fünften Platz und die Viertplatzierten um den siebten und achten Platz.

## Die Endspiele und Sieger
Die Saisons 2020 und 2021 wurden aufgrund der COVID-19-Pandemie nicht ausgespielt.
| Jahr | Ausrichter | Ausrichter         |                | Finale         | Finale         | Finale           |                | Spiel um Platz 3       | Spiel um Platz 3 | Spiel um Platz 3 |
| Jahr | Land       | Spielorte          | Sieger         | Ergebnis       | Finalist       | Dritter Platz    | Ergebnis       | Vierter Platz          |                  |                  |
| ---- | ---------- | ------------------ | -------------- | -------------- | -------------- | ---------------- | -------------- | ---------------------- | ---------------- | ---------------- |
| 2016 | Costa Rica | San José           | AD Moravia     | 1:0            | Unifut Antigua | USPS, AD Moravia | –              | Kein Spiel um Platz 3  |                  |                  |
| 2017 | Nicaragua  | Managua            | AD Moravia     | 2:0            | UNAN Managua   | Águilas de León  | 3:1            | Lobos UPNFM            |                  |                  |
| 2018 | Panama     | Panama-Stadt       | Unifut Antigua | 1:0            | AD Moravia     | Alianza FC       | 3:2            | S.D. Atlético Nacional |                  |                  |
| 2019 | Nicaragua  | Managua            | CD Saprissa    | 2:0            | UNAN Managua   | Alianza FC       | 2:1            | Unifut                 |                  |                  |
| 2022 | Costa Rica | San José, Alajuela |                | LD Alajuelense | 1:0            | CD Saprissa      |                | Club Deportivo FAS     | 0:0, 4:2 i. E.   | Tauro FC         |
| 2023 | Panama     | Panama-Stadt       | LD Alajuelense | 2:2, 5:4 i. E. | Tauro FC       | Unifut Antigua   | 5:1            | CD Olimpia             |                  |                  |
| 2024 | Guatemala  | Guatemala-Stadt    | Santa Fé FC    | 4:0            | Alianza FC     | LD Alajuelense   | 1:1, 3:1 i. E. | Unifut Antigua         |                  |                  |

### Ranglisten
| Rang | Klub           | Titel | Jahr(e)    |
| ---- | -------------- | ----- | ---------- |
| 1    | LD Alajuelense | 2     | 2022, 2023 |
|      | AD Moravia     | 2     | 2016, 2017 |
| 3    | Unifut Antigua | 1     | 2018       |
|      | CD Saprissa    | 1     | 2019       |
|      | Santa Fé FC    | 1     | 2024       |

| Rang | Land       | Titel |
| ---- | ---------- | ----- |
| 1    | Costa Rica | 5     |
| 2    | Guatemala  | 1     |
|      | Panama     | 1     |